# Морський музей Барселони
Морський музей Барселони (кат. Museu Maritim de Barcelona) — музей, присвячений морській тематиці у Барселоні.
Він розташований в будівлі Королівської верфі, на набережній міста біля підніжжя гори Монжуїк, в готичній будівлі, що є найбільшою і найкраще збереженою громадянською будівлею в цьому стилі у світі. Верфі були каталогізовані в 1976 році як історико-художній пам'ятник.

## Історія

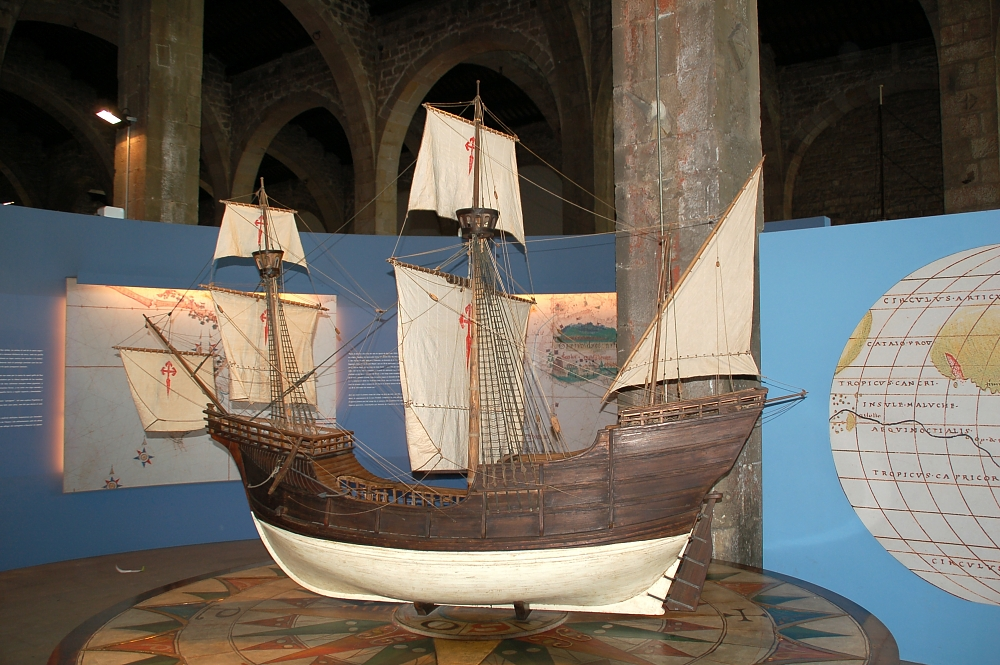
Модель вітрильника

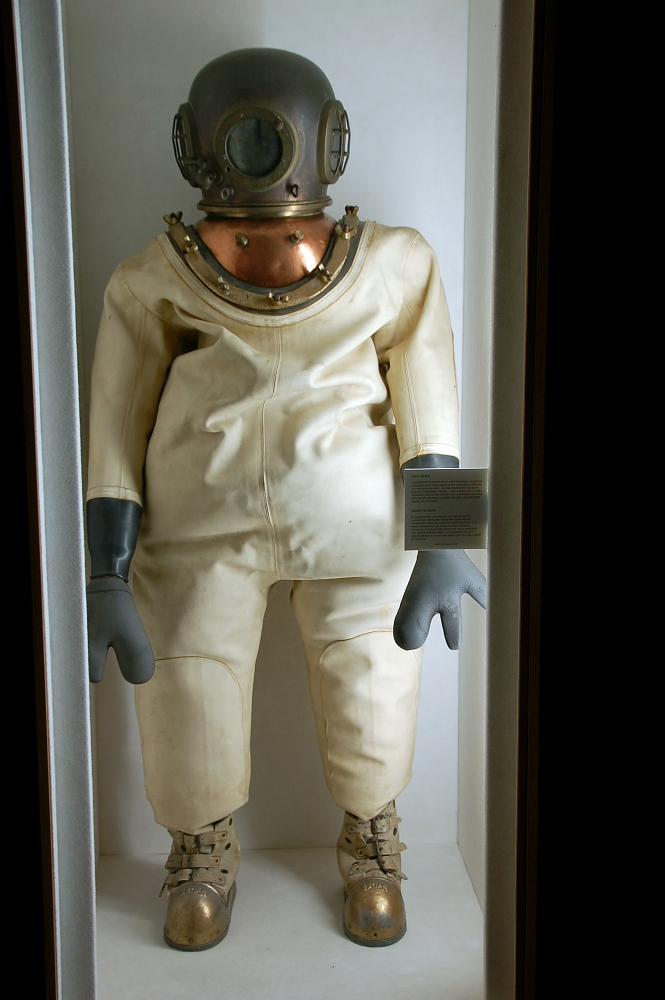
Водолазний костюм

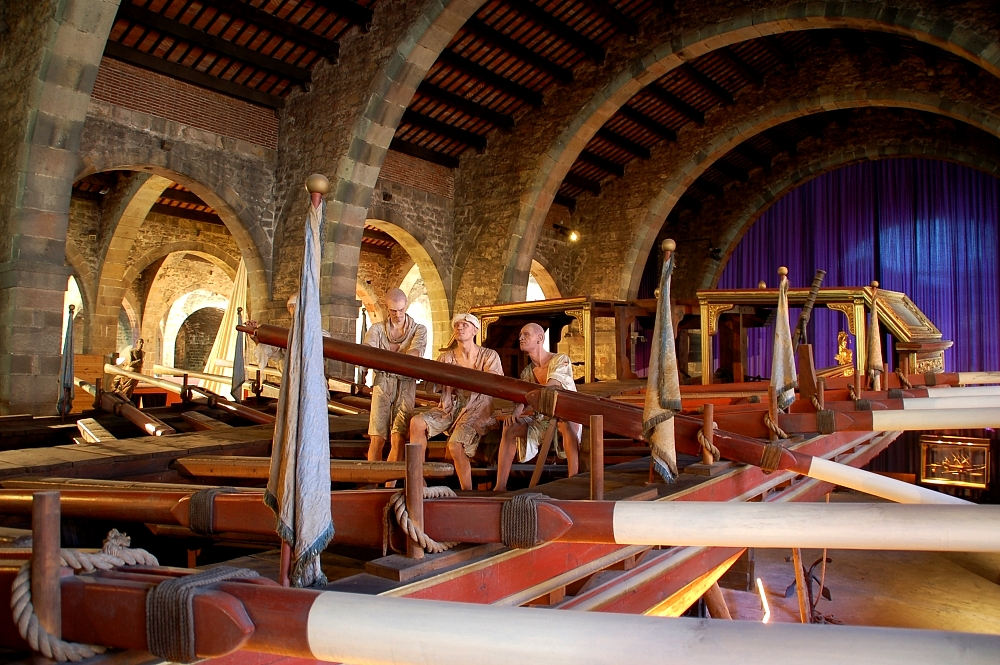
Королівська верф

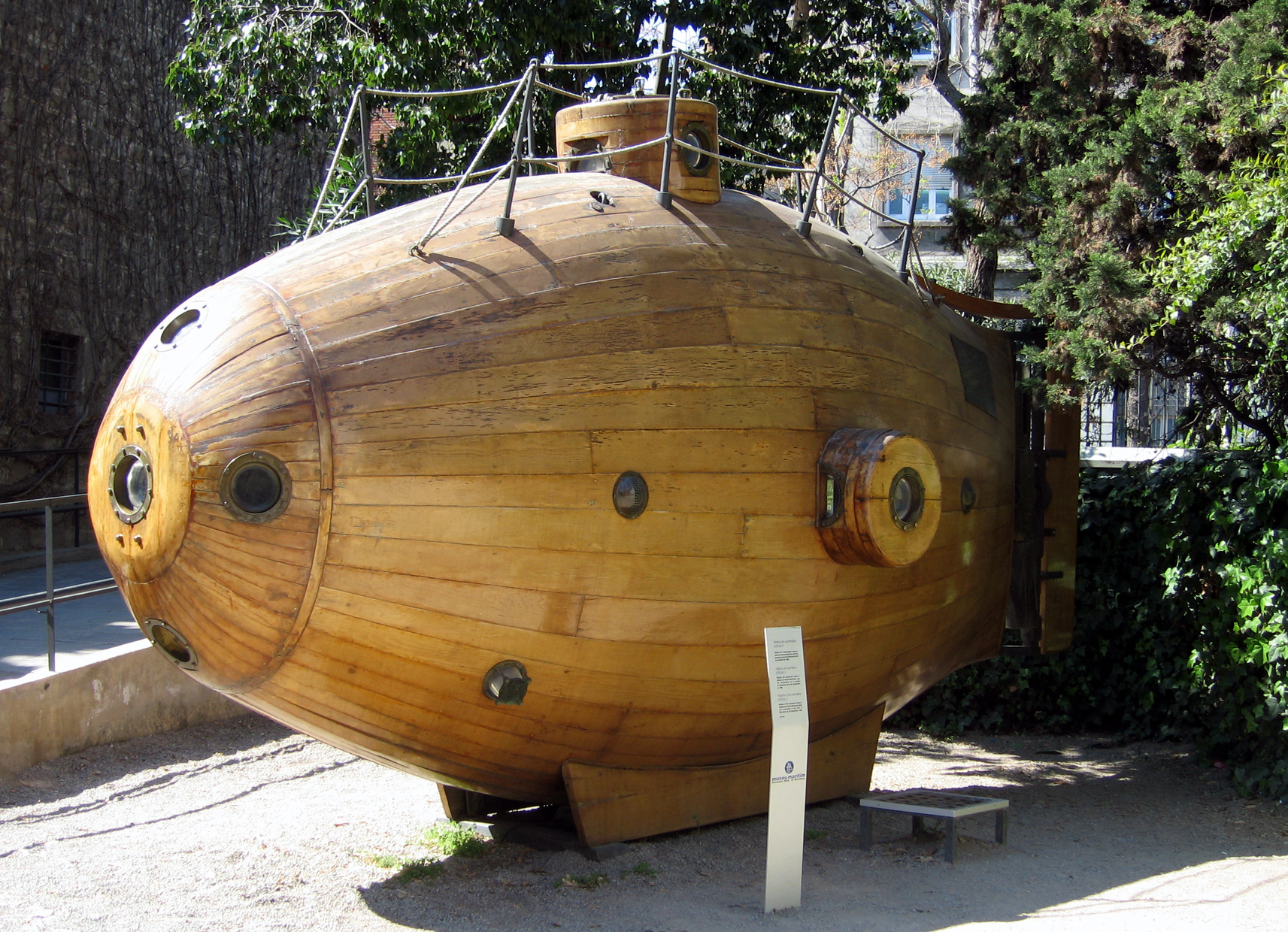
Старовинний батискаф

Морський музей був заснований в 1929 році до відкриття Всесвітньої виставки, яка проходила в Барселоні. Мета музею — показати відвідувачам морську історію Каталонії, етапи становлення та розвитку мореплавства в цих краях і нерозривний зв'язок місцевих жителів з морем. У 1931 році при музеї була відкрита спеціальна бібліотека. Музей пережив Громадянську війну, однак музейні фонди вдалося зберегти. Після реставрації музею у 1985 році, він значно розширив площу своїх експозицій. У 2006 році Морський музей Барселони був оголошений національним надбанням.
У 2012 р. через реставрацію Королівської верфі, Морський музей Барселони закрив свої постійні експозиції. Можливий доступ тільки до тимчасових виставок. Паралельно з роботами в музеї ведеться робота по оновленню постійної експозиції.

## Експонати
Зали музею містять багато цікавих експонатів, що розповідають про історію розвитку морської навігаційної і морехідної справи: починаючи від простого рибальського човна і закінчуючи великими вітрильниками, від перших морських пароплавів до сучасних морських лайнерів, що курсують в Середземномор'ї. Музей має хорошу колекцію моделей старовинних суден.
Одним з найцікавіших експонатів музею є копія королівської парусної галери, що брала участь в 1571 році в морській битві при Лепанто з турецьким флотом. Цей корабель є справжнім витвором мистецтва кораблебудівників, побудованим в середні 20 століття корабельними майстрами Севільї. Ця галера мала довжину 60 і ширину 22 метра. Вона оздоблена оригінальним візерунком та чудовими прикрасами носової частини галери.
Окремим розділом експозиції є фігури, які для прикраси встановлювалися на носі кораблів. Також серед експозицій музею — капітанська каюта і кубрик матросів, водолазне спорядження, колекція приладів для морської навігації і морські карти всього світу. У музеї зібрано близько 2000 документів, найстаріші з яких датуються XV століттям.
Крім постійних експозицій в музеї є й різні тимчасові виставки, наприклад «Каталонія з моря», яка розповідає про знаменні історичні події в регіоні, про забудову узбережжя і бум туризму. Серед тимчасових є також виставка фотографій «Середземноморське узбережжя Іспанії».
На виході з Морського музею розташований старовинний батискаф, який був побудований на місцевих верфях у 1859 році.